# Stipsicz Bence
Stipsicz Bence (Budapest, 1997. február 3. –) válogatott profi jégkorongozó.

## Pályafutása

### Klubcsapatban
Stipsicz Bence Budapesten született és itt, a MAC Budapest csapatában nevelkedett. A 2015–2016-os MOL-liga szezonban 53 tétmérkőzésen lépett jégre. Ezt követően egy szezont az amerikai Cedar Rapids RoughRiders csapatánál töltött az USHL-ben, az ottani juniorligában. 47 találkozón hat pontot szerzett. 2017 nyarán írt alá az EBEL-ben szereplő Fehérvár AV19 csapatához. A 2017-18-as szezonban 46 mérkőzésen három pontot szerzett, idény közben pedig meghosszabbította szerződését a fehérvári csapattal.

### A válogatottban
Három U18-as és négy U20-as világbajnokságon vett részt, majd szerepelt a 2016-os IIHF jégkorong-világbajnokságon és a 2017-es, majd a hazai rendezésű 2018-as divízió I-es világbajnokságon is.

## Tanulmányai
Édesapja matematikus, édesanyja pedig biokémikus, míg Stipsicz Bence utóbbi irányban végzi tanulmányait.